# Monte Hermoso (partido)
Pour les articles homonymes, voir Monte Hermoso.
Monte Hermoso est un partido situé dans la province de Buenos Aires, fondé en 1978 dont le chef-lieu est Monte Hermoso.

## Toponymie
Le nom, qui a d'abord été donné à la station balnéaire de Monte Hermoso, puis au partido, fait référence au lieu connu aujourd'hui sous le nom de Barrancas de Monte Hermoso, Farola Monte Hermoso ou simplement Las Rocas. À cet endroit, un phare a été construit dans les ravins du Monte Hermoso, qui a été inauguré le 22 novembre 1881. C'était le premier phare terrestre de la côte argentine. Plus tard, c'est là que Luigi Luiggi a prévu d'ériger le premier phare de la côte argentine et a chargé la société française Barbier et Bénard de le construire. Alors que la structure était en cours de construction en France, il a été décidé de l'installer quelques kilomètres plus à l'est, à proximité de l'actuelle station balnéaire de Monte Hermoso.
Les caisses d'emballage et les parties de la structure étant étiquetées « Faro Monte Hermoso », cela a donné le nom de l'hôtel qui, à partir de 1918, a été construit dans les environs de la ville et qui finira par donner son nom au village qui sera formé par la suite.

## Histoire
En 1897, Silvano Dufaur a acquis auprès des frères Cipriano et Emiliano Baldez, 4 000 hectares des terres qui composent actuellement la ville de Monte Hermoso. Son fils, Esteban Dufaur, commence les premières tâches visant à former un établissement rural. Il construit un pont sur le rio Sauce Grande avec des rampes en fer envoyées de France par son père, qui sert, des années plus tard, d'entrée à la station. Des années plus tard, en 1903, Esteban Dufaur a construit l'estancia El Recreo Viejo et sans prévoir le mouvement naturel des dunes, il a construit sur la bande de dunes près de la côte. Par conséquent, et en raison du mouvement naturel susmentionné, il s'est déplacé de quelques kilomètres vers l'intérieur des terres, construisant El Recreo Nuevo dans la vallée du rio Sauce Grande, aujourd'hui estancia El Recreo.
L'année d'inflexion qui a impliqué une plus grande avancée pour la conformation de la localité a été 1917, lorsque le 31 mars de cette année-là, la goélette nord-américaine Lucinda Sutton, en route vers Bahía Blanca avec une cargaison de bois, a été surprise par une forte tempête dans les environs de la zone. À cause de cet événement, ils ont dû alléger leur charge pour éviter le naufrage et ils ont jeté la moitié de leur cargaison, soit 1 400 tonnes de bois, à la mer. Le bois a fini sur la côte. Par conséquent, peu de temps après, un partenariat a été formé entre les ingénieurs Esteban Dufaur, Gabriel Duc et Antonio Arizaga, dans le but de construire et d'exploiter un hôtel en bord de mer,. L'hôtel a finalement été construit et inauguré officieusement le 1er janvier 1918, puis le 15 janvier, il a été baptisé Hotel Balneario Monte Hermoso.
Vers 1920, la vente des premières parcelles de terrain a commencé. Jusqu'à ce moment, le paysage naturel existant était altéré par le phare de Monte Hermoso, le Monte Hermoso Beach Hotel et un hangar où se trouvait la seule laiterie locale appartenant à la famille de Victoriano Luzuriaga. Dans les années 1930, des familles ont commencé à s'installer près du phare de Recalada, construisant des cabanes en bois et en tôle, puis des magasins. En 1937, les terres de Monte Hermoso, qui appartenaient au partido de Bahía Blanca, ont été récupérées par le partido de Coronel Dorrego, et cette année-là, lors des célébrations du cinquantième anniversaire du partido, la station balnéaire de Monte Hermoso a été inaugurée et la planification de ce qui allait devenir une ville a commencé, car jusqu'à ce moment-là il n'y avait que des cabanes et l'hôtel de Madera. En 1942, le gouvernement de la province de Buenos Aires a effectué une étude du lieu et le plan de la station balnéaire de Monte Hermoso a été approuvé. La construction d'une école, d'un bureau de poste et de télégraphe, d'une église, d'un poste de police, d'une délégation municipale, d'une place, etc. était également prévue.
Ainsi, la ville a commencé à se consolider et, par conséquent, de nouveaux commerces et de petites industries sont apparus, comme une fabrique de glace et de soda, une boulangerie, un magasin général, une boucherie, une pêche commerciale au requin et d'autres institutions, comme la coopérative électrique, la société de développement, le club d'athlétisme Monte Hermoso, la coopérative téléphonique, l'école secondaire, la salle de premiers secours, entre autres.
En raison de cette croissance abrupte que la station balnéaire a commencé à avoir et qui s'est accélérée dans les années 1970, le 1er avril 1979, elle a dérivé dans l'autonomie définitive du partido de Monte Hermoso comme « partido urbain » par la loi no 9245/1979, en prenant des terres des partidos de Coronel Dorrego et Coronel Rosales. Par la suite, le 23 mai 1983, la loi no 9949 a été promulguée, le désignant comme le partido de Monte Hermo,,.

## Démographie
Au recensement de 2010, l'Indec comptait 6 494 habitantes dans le partido,.